# Женская сборная Пуэрто-Рико по водному поло
Женская сборная Пуэрто-Рико по водному поло — национальная ватерпольная команда, представляющая Пуэрто-Рико на международной арене. Управляющей организацией является Федерация водных видов спорта Пуэрто-Рико (исп. Federación Puertorriqueña de Deportes Acuáticos, FEPUNA; англ. Puerto Rican Swimming Federation).

## Результаты выступлений

### Чемпионаты мира
| Год        | Место          | И              | В              | Н              | П              | ГЗ             | ГП             | +/-            |
| ---------- | -------------- | -------------- | -------------- | -------------- | -------------- | -------------- | -------------- | -------------- |
| 1986—2005  | не участвовали | не участвовали | не участвовали | не участвовали | не участвовали | не участвовали | не участвовали | не участвовали |
| 2007       | 16             | 5              | 0              | 0              | 5              | 20             | 75             | -55            |
| 2009—н. в. | не участвовали | не участвовали | не участвовали | не участвовали | не участвовали | не участвовали | не участвовали | не участвовали |

### Панамериканские игры
| Год  | Место | И | В | Н | П | ГЗ | ГП | +/- |
| ---- | ----- | - | - | - | - | -- | -- | --- |
| 1999 | 5     | 4 | 0 | 0 | 4 | 5  | 63 | -58 |
| 2003 | 5     | 4 | 0 | 0 | 4 | 10 | 47 | -37 |
| 2007 | 5     | 6 | 2 | 0 | 4 | 49 | 64 | -15 |
| 2011 | 5     | 5 | 3 | 0 | 2 | 54 | 62 | -8  |
| 2015 | 5     | 5 | 2 | 1 | 2 | 52 | 64 | -12 |
| 2019 | 5     | 6 | 3 | 0 | 3 | 53 | 70 | -17 |
| 2023 | 7     | 6 | 2 | 0 | 4 | 59 | 96 | -37 |

### Панамериканские чемпионаты
| Год        | Место          | И              | В              | Н              | П              | ГЗ             | ГП             | +/-            |
| ---------- | -------------- | -------------- | -------------- | -------------- | -------------- | -------------- | -------------- | -------------- |
| 2001—2005  | не участвовали | не участвовали | не участвовали | не участвовали | не участвовали | не участвовали | не участвовали | не участвовали |
| 2006       | 3              | 5              | 2              | 0              | 3              | 37             | 48             | -11            |
| 2011—н. в. | не участвовали | не участвовали | не участвовали | не участвовали | не участвовали | не участвовали | не участвовали | не участвовали |